# Julia Carlsson
Anna Julia Kristina Carlsson (Karlskrona, 8 april 1975) is een voormalig voetbalster uit Zweden, die speelde als aanvalster. Ze vertegenwoordigde haar vaderland bij de Olympische Spelen in Atlanta, waar de Zweedse selectie onder leiding van bondscoach Bengt Simonsson in de voorronde werd uitgeschakeld. Carlsson kwam tot vijftien officiële interlands voor de Zweedse nationale ploeg. Ze speelde clubvoetbal voor Älvsjö AIK.